# Daniel Oliver
Daniel Oliver (Newcastle upon Tyne, 6 febbraio 1830 – Kew, 21 dicembre 1916) è stato un botanico britannico.
Dal 1860 al 1890 Oliver fu bibliotecario dell'erbario dei Royal Botanic Gardens di Kew, nel contempo, dal 1861 al 1888 fu professore di botanica presso lo University College London. 
Nel 1884 gli venne conferita la Medaglia d'oro della Royal Society e nel 1893 la Medaglia Linneana della Linnean Society of London.

## Opere
- The botany of the Speke and Grant Expedition ... (insieme al J. A. Grant e John Gilbert Baker), 1872-1875
- Illustrations of the principal natural orders of the vegetable kingdom, 1874
- Flora of Tropical Africa (i volumi 1-3 sono opera sua), 1868-1877